# Dyrektor
Dyrektor (z łac. dirigere „kierować“) – osoba kierująca pracą instytucji lub przedsiębiorstwa.